# Sibylle Schwartz
Sibylle Schwartz eller också Sibylla Schwarz, född 1621, död 1638, var en tysk barockpoet. Hon var från Greifswald. Sibylla Schwarz skrev andlig och världslig poesi och översatte den första boken av Ovidius Metamorphoser. Även om Sibylla dog vid 17 års ålder lämnade hon ett omfattande litterärt arbete.

## Verk
- Sibyllen Schwarzin/ Vohn Greiffswald aus Pommern/ Deutsche Poëtische Gedichte/ Nuhn Zum ersten mahl/ auß ihren eignen Handschrifften/ herauß gegeben und verleget, Danzig 1650. (Digitalisat im Internet Archive)